# Няколко странни случая
„Няколко странни случая“ (на италиански: Quelle strane occasioni) е италианска антологична комедия от 1976 година, съдържащ три отделни сегмента без сюжетна връзка помежду им, режисирани от Нани Лой, Луиджи Мани и Луиджи Коменчини.

## Сюжет

### Италиански супермен
Джобата е италиански продавач на кестенови торти, който се е премества в Нидерландия, за да спечели богатство. Една нощ банда младежи го ограбва, напипвайки парите усещат тялото му и осъзнават, че Джобата е много „надарен“. Крадецът го завежда в нощен клуб, за да изпълнява ролята на порно звезда.

### Шведското конче
Антонио е човек, който има табу за секса. Когато жена му и дъщеря му отиват на почивка, на гости в къщата му пристига красивата Кристина, шведка, дъщеря на негов приятел. Антонио започва да се влюбва и Кристина също се влюбва в него. Вечерта двамата правят секс, а на следващия ден Кристина, вярвайки, че Антонио има много ясна представа за секса, му казва, че жена му е имала любовна афера с баща ѝ...

### Асансьорът
В Рим епископ Асканио отива да се срещне с любовницата си, но засяда в асансьора на сградата с красива жена. Той разговаря с жената по сексуални въпроси, изразявайки цялото си възмущение от начина, по който италианците от това време разбират секса. Жената проявява здрави морални принципи, но към края, когато асансьорът вече е оправен, се показват противоречията между двамата...

## Епизоди и режисьори
| Режисьор            | Име                   | Име в оригинал           |
| ------------------- | --------------------- | ------------------------ |
| Анонимен (Нани Лой) | „Италиански супермен“ | „Italian Superman“       |
| Луиджи Мани         | „Шведското конче“     | „Il cavalluccio svedese“ |
| Луиджи Коменчини    | „Асансьорът“          | „L'ascensore“            |

## В ролите

### Италиански супермен
| Актьор           | Роля                     |
| ---------------- | ------------------------ |
| Паоло Виладжо    | Джобата                  |
| Валерия Морикони | Пиера жената на Джиобата |
| Ларс Блок        | Собственик на порно клуб |
| Флавио Бучи      | Хореограф на порно клуб  |

### Шведското конче
| Актьор           | Роля                          |
| ---------------- | ----------------------------- |
| Нино Манфреди    | Антонио Пекораро              |
| Олга Карлатос    | Джована, съпругата на Антонио |
| Джованела Грифео | Паола, дъщеря на Антонио      |
| Джини Стефан     | Кристина                      |

### Асансьорът
| Актьор            | Роля                       |
| ----------------- | -------------------------- |
| Алберто Сорди     | Монсеньор Асканио Ла Коста |
| Стефания Сандрели | Донатела                   |
| Беба Лончар       | Вдовицата Адами            |
| Масимо Фереро     | Крадец                     |